# Klein (cráter)
Klein es un cráter de impacto que se encuentra en gran parte superpuesto al sector occidental del cráter más grande Albategnius, en la región de las tierras altas centrales de la Luna.
|  |

El borde de Klein ha sido desgastado y parcialmente destruido por numerosos impactos, con el borde occidental algo más entero que el resto. Presenta acúmulos de materiales en el norte y el sur de su contorno, con el cráter Klein A interceptando el brocal en su lado noreste. El suelo ha sido cubierto y alisado por un flujo de lava, aunque todavía presenta un pequeño pico central.

## Cráteres satélite
Por convención estos elementos son identificados en los mapas lunares poniendo la letra en el lado del punto medio del cráter que está más cercano a Klein.
|       | \| Klein \| Coordenadas \| Diámetro \| \| ----- \| --------------------------- \| -------- \| \| A \| 11°24′S 3°00′E / -11.4, 3.0 \| 9 km \| \| B \| 12°30′S 1°48′E / -12.5, 1.8 \| 6 km \| \| C \| 12°30′S 2°36′E / -12.5, 2.6 \| 6 km \| |          |
| Klein | Coordenadas | Diámetro |
| A     | 11°24′S 3°00′E / -11.4, 3.0 | 9 km     |
| B     | 12°30′S 1°48′E / -12.5, 1.8 | 6 km     |
| C     | 12°30′S 2°36′E / -12.5, 2.6 | 6 km     |